# كونو (تشاد)
كونو هي محافظة فرعية تابعة لمحافظة لوق شاري بإقليم شاري باغورمي في تشاد.